# Salvinia minima
Salvinia minima är en simbräkenväxtart som beskrevs av Bak. Salvinia minima ingår i släktet Salvinia och familjen Salviniaceae. Inga underarter finns listade.

## Bildgalleri

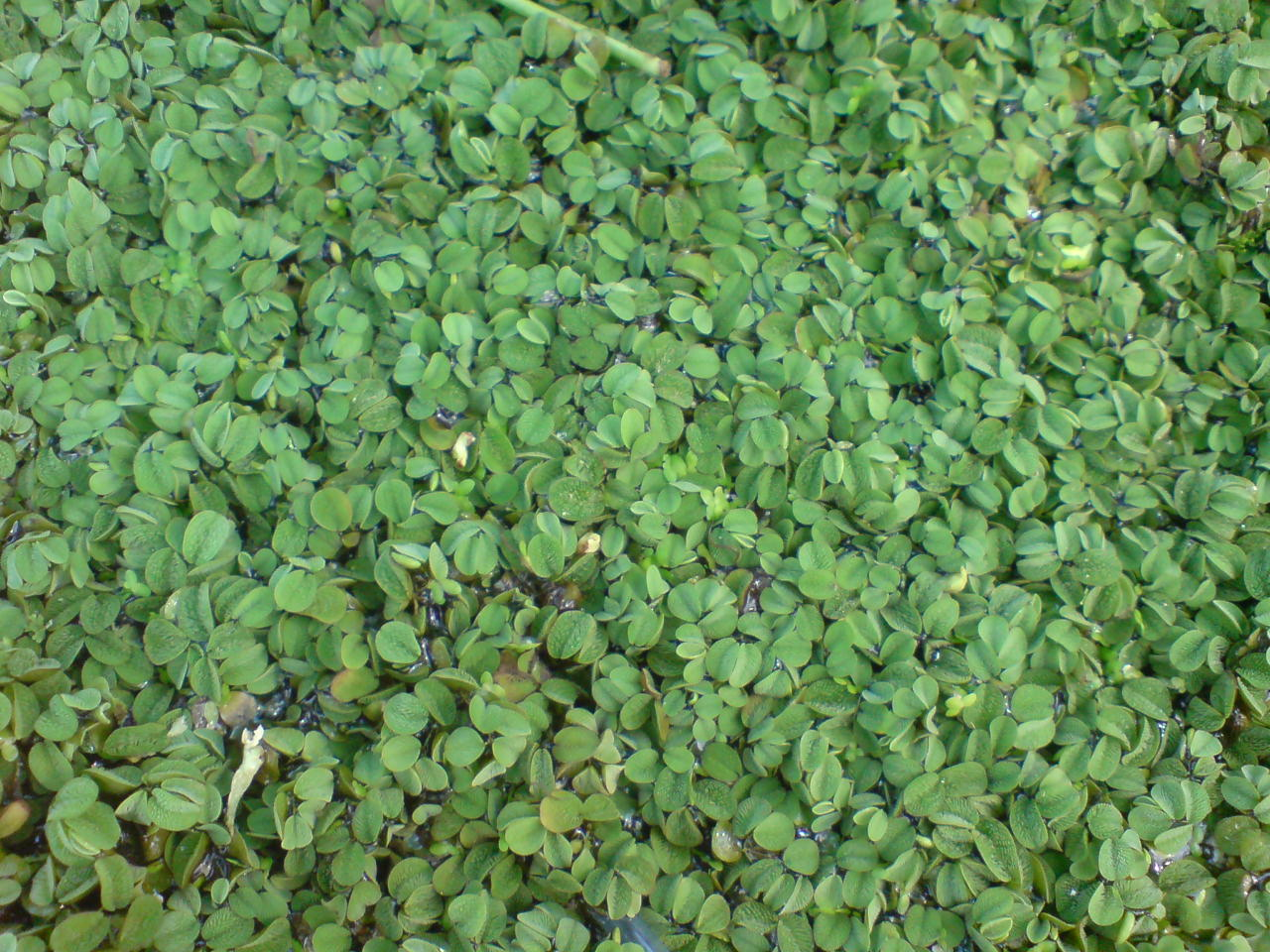